# Polyrhaphis fabricii
Polyrhaphis fabricii là một loài bọ cánh cứng trong họ Cerambycidae.